# 志摩市立国民健康保険浜島診療所
志摩市立国民健康保険浜島診療所（しましりつこくみんけんこうほけんはまじましんりょうしょ）は三重県志摩市にある診療所。通称は浜島診療所。
過去には病院に昇格したこともあったが、現在は事業縮小で平日のみの診療となっている。

## 概要
三重県志摩市の西部、浜島港に位置する。開所当時浜島町に2つしかなかった医療機関の1つとして地域医療に貢献してきた。
- 診療時間：9時00分〜11時30分（月 - 木）、13時00分〜15時30分（水、木）
- 構造：鉄骨造平屋建
- 延床面積：603.06m2
- 敷地面積：4,991.15m2

### 旧診療所
施設概要

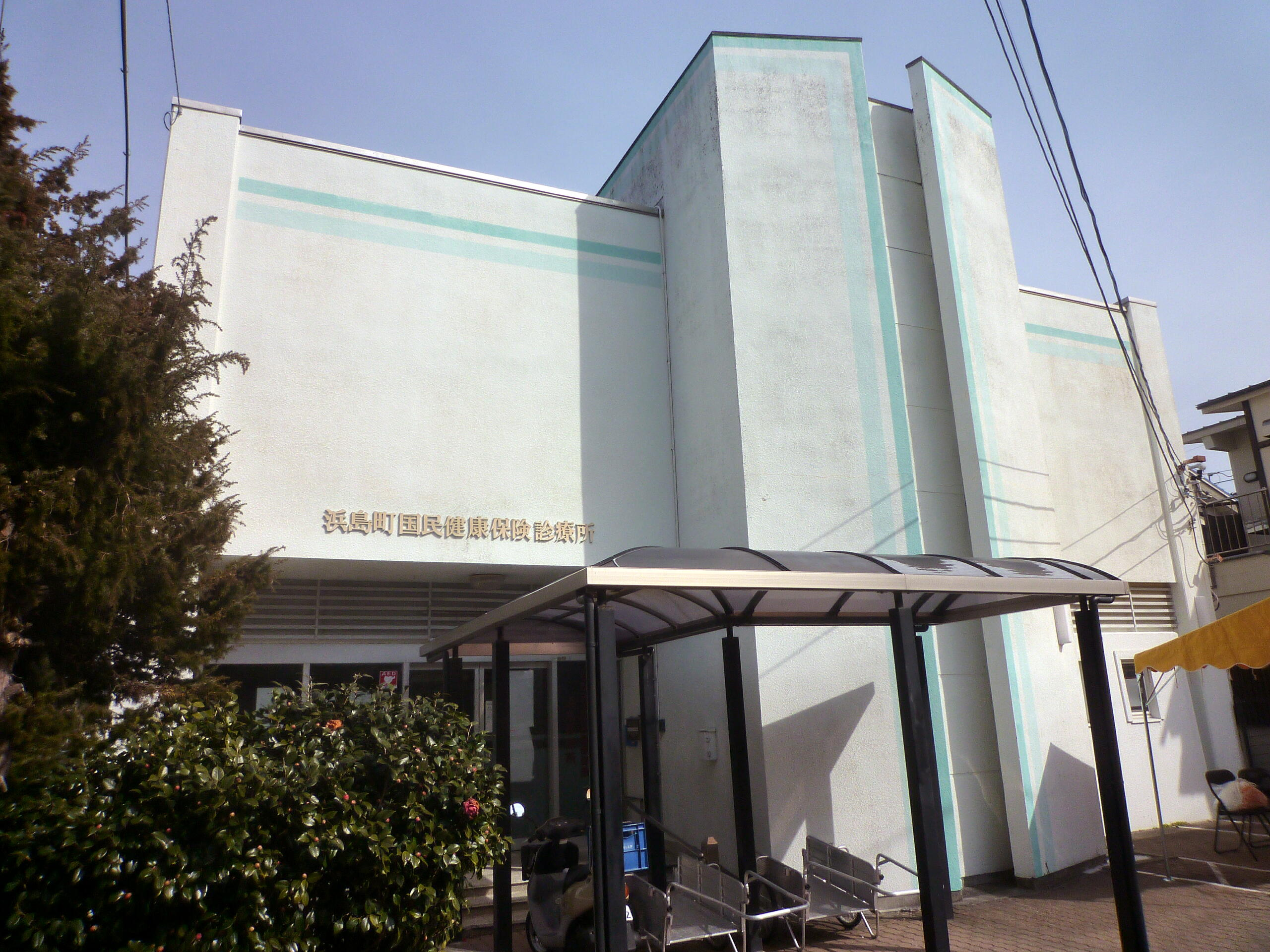
旧浜島診療所（2010年）

- 所在地：三重県志摩市浜島町浜島1782-18
- 1階（床面積=363.57m2）：手術室・診察室・薬局・事務室[2]
- 2階（床面積=311.07m2）：病室・分娩室・診療所長住宅[2]
- 設計：千代田土木建築研究所[3]
- 施工：山本工務店[3]
- 総工費：3900万円[3]
- のべ外来患者数：29,554人（2002年度）[4]

## 沿革
浜島診療所の前身は、1926年（大正15年）1月に高山尚徳医師が開業した個人経営の「高山医院」である。年代は不明であるが、後に日賀医院に改称した後も地域医療に尽くしてきた。
1942年（昭和17年）、当時の浜島町が日賀医院を5万円で買収したが、委託診療という形で体制そのままの運営が実施された。1944年（昭和19年）9月1日には「浜島町立診療所」に名を改め、医師2名、看護婦3名ほかレントゲン技師・事務員・小使の計8名で新たな運営体制が整った。診療科目は内科と外科の2科目で、外科の受診者を中心に入院患者も多かった。1945年（昭和20年）4月7日に浜島対岸の御座村（現在の志摩市志摩町御座）が空襲を受けた際には診療所の廊下を埋め尽くしても収容しきれないほどの患者が運び込まれ、多くの人命が救われたという。
第二次世界大戦終結後の1950年（昭和25年）には近隣町村からの患者が増加、医師増員の声を受けて3名に拡充された。医師の交代が頻発するという不安定さはあったが診療所の経営は順調に推移していた。更に1957年（昭和32年）には病棟を増設、翌1958年（昭和33年）には「浜島町立病院」に昇格を果たした。しかしながら、昇格からわずか2年後の1960年（昭和35年）頃には医師不足が表面化、浜島町は医師の派遣を受けていた系列大学への嘆願に奔走した。これを見かねた患者たちは、交通の便が良くなった阿児町鵜方（現在の志摩市阿児町鵜方）にある三重県立志摩病院や民間診療所へ流出するようになり、開設以来初めて入院患者がほぼ0人となってしまった。
結局、浜島町は医師を確保できず1名のみとし、過剰人員の看護婦を削減した上で1968年（昭和43年）4月に「浜島町立診療所」に名前を戻して診療所へ降格させた。その後、地域の高齢者が高台にあった当時の診療所へ通いにくかったことから、浜島中心街の平地に診療所を移転することを決定、1969年（昭和44年）11月15日に着工を開始し1970年（昭和45年）7月21日、現在地に「浜島町国民健康保険直営診療所」を新築開業した。新診療所は2階建で、所長住宅も併設された。それからしばらくは、厳しいながらも独立採算は何とか保てるという状態が続く。
1987年（昭和62年）4月1日に着任した久保周三医師が診療所長を務めた時代は、理学療法が拡大され、レントゲン用のテレビの買い替えが行われるなど経営の安泰期に入った。しかし、2001年（平成13年）4月30日付で久保医師が退任した後の人事が決まらず、伊勢市や磯部町（現在の志摩市磯部町）から3人の開業医と伊勢慶應病院からの応援医が交代でつなぐという不安定な状態が2か月続いた。同年7月1日からは専従の医師が着任したことで一応落ち着いたが、三位一体改革に伴う医療制度改革の影響が直撃し、宿直と院内処方箋（しょほうせん）の廃止に追い込まれ、住民の利便性は低下した。
2004年（平成16年）10月1日の市町村合併による志摩市誕生の際には、「志摩市立国民健康保険浜島診療所」に改称の上、新市に引き継がれた。このとき、新規に医師が着任し、以降10年に渡って勤務する。市制施行時は午前と午後の2回診察を実施していた。2010年（平成22年）5月に志摩市病院事業部は高波対策として浜島診療所を再び高台に移転することを発表した。建設場所は4か所の候補の中から志摩市立浜島小学校旧校地に決まり、磯部建設工業が工事を請け負った。そして2012年（平成24年）4月1日に新しい診療所へ移転した。
2015年（平成27年）6月に、市制施行時から着任していた医師が離任し、2016年（平成28年）6月現在後任の医師を募集している状態である。

### 旧診療所の跡地利用
旧浜島診療所の土地は民間所有であり、新診療所に移転後、志摩市では所有者に土地の寄付を交渉してきた。その交渉の中で所有者は多目的イベント施設等の設置を要望し、交渉にあたった副市長との間の覚書（副市長は「公文書ではない」としている）には、計画通り施設が建設されないのであれば原状復帰して土地を返還する旨が記載されていた。2016年（平成28年）3月の志摩市議会では、このことについて地方自治法第96条第1項第9号に規定されている議会の議決が必要な「負担付の寄附」に該当するのではないかと問題視し、2016年（平成28年）度一般会計当初予算案に盛り込まれていた旧浜島診療所の取り壊しと跡地への多目的イベント施設の建設費47,416,000円を予算案から削除した。

## 診療科目
総合診療医を中心に往診している（2015年10月現在）。
- 内科
- 整形外科
- 泌尿器科
- アレルギー科

### 過去の診療科目
- 呼吸器科（週1回の派遣診療）[3]
- 婦人科（週1回の派遣診療）[3]

## 交通
- 三重交通バス浜島バス停下車、徒歩約4分（約330m）。
- 近鉄志摩線鵜方駅より自動車で約20分。駐車場20台。